# Rosalyn Higgins
Rosalyn Higgins (Londen, 2 juni 1937) is een Brits juriste en was rechter bij het Internationaal Gerechtshof van 12 juli 1995 tot 5 februari 2009. Van 6 februari 2006 tot 5 februari 2009 was zij tevens president van het Internationaal Gerechtshof. Higgins was zowel de eerste vrouwelijke rechter bij het Internationaal Gerechtshof als de eerste vrouwelijke president van het Internationaal Gerechtshof.

## Levensloop
Rosalyn Higgins werd geboren in 1937 als Rosalyn Cohen. In 1962 trouwde ze met de conservatieve politicus Lord Higgins. Samen kregen zij twee kinderen.
Het was haar geschiedenislerares op de middelbare school die haar adviseerde om rechten te gaan studeren.
Higgins studeerde vervolgens aan Girton College, Cambridge en behaalde de graad van Doctor of Juridical Science (J.S.D) aan Yale Law School in 1962.

## Loopbaan
Voordat ze werd benoemd als rechter bij het Internationaal Gerechtshof was Higgins hoogleraar internationaal recht bij de Universiteit van Londen van 1981 tot 1995. Hiervoor werkte ze onder andere bij Chatham House, de London School of Economics en de University of Kent.
Rosalyn Higgins is de auteur van meerdere invloedrijke publicaties op het gebied van het internationaal recht, waaronder 'Problems and Processes: International Law and How We Use it' (1994).